# スティーブン・ムーア (初代マウント・ケッシェル子爵)
初代マウント・ケッシェル子爵スティーブン・ムーア（英語: Stephen Moore, 1st Viscount Mount Cashell、1696年 – 1766年3月1日）は、アイルランド王国の政治家、貴族。

## 生涯
リチャード・ムーア（Richard Moore、1701年没）とエリザベス・ポンソンビー（初代ダンキャノン子爵ウィリアム・ポンソンビーの娘）の息子として生まれた。
1738年から1760年までティペラリー選挙区の代表としてアイルランド庶民院議員を務めた後、1764年にムーア・パークのキルワース男爵に叙され、1766年1月22日にケッシェルのマウント・ケッシェル子爵に叙された（いずれもアイルランド貴族）。しかし、その1か月後の1766年3月1日に死去、息子スティーブンが爵位を継承した。

## 家族
1725年、アリシア・コルヴィル（Alicia Colvill、1762年8月10日没、ヒュー・コルヴィルの娘）と結婚した。
- リチャード（1725年12月15日 – 1761年9月29日） - アイルランド庶民院議員、生涯未婚
- スティーブン（1730年 – 1790年） - 第2代マウント・ケッシェル子爵、後に初代マウント・ケッシェル伯爵に叙爵
- 娘3人[3]
- キャサリン（Catharine、1742年7月1日 – 1834年3月） - 1765年7月1日、モーリス・マオン（1738年 – 1819年、後の初代ハートランド男爵）と結婚、子供あり[3]
- ウィリアム（英語版）（1743年 – 1810年） - アイルランド庶民院議員